# 俺はおまわり君
『俺はおまわり君』（おれはおまわりくん）は、1981年2月4日から同年9月16日まで、日本テレビ他で水曜20:00 - 20:54に放映されたテレビドラマ。

## 概要
東京近郊の新妻署管内の四丁目派出所に班長として着任した巡査長、岡一二三（おか・ひふみ）が、派出所のぐうたらな部下たちや、下宿先の水野家で公私の生活両面で振り回されながらも、様々な事件などを通して人々の人情に触れていく、警察官の青春を描いたドラマ。
各話のエンディング前には一二三が日記を綴るシーンが登場し、その日記は毎回必ず5・7・5の一句で締められるという形で、その一句はその回のサブタイトルにもう一句付け足された句、というものである。

## キャスト

### 四丁目派出所
- 岡一二三（巡査長）：中村雅俊
柔道二段。女性には少々苦手な所がある。
- 小玉直純（巡査）：渡辺篤史
「急（せ）くな休むな働くな」などがモットーという楽天的な性格。
- 西田吉之助（巡査）：森川正太
よく派出所の電話を私用に使い、一二三に注意される。
- 山野義助（巡査）：山谷初男
昼飯の弁当が唯一の楽しみ。真知子という娘（第9話に登場）が居るが、付き合っていて結婚したいとも思っている相手が久鬼課長の息子・圭一で、自分は結婚に反対している。
- 小柳トム（巡査）：小柳トム
お笑い好きで、派出所のテレビでお笑い番組を視ている所を一二三に注意される。
- 中山順（巡査）：河合宏
オートバイ好きで、自分のオートバイを派出所前に持ち込んで整備などをしている。

### 下宿先
- 水野源三郎：伴淳三郎
美子と律子の父。書家。
- 水野美子：和田アキ子
30歳で一二三と同じく新妻署所属の警察官。巡査部長で柔道三段、剣道四段。
- 水野律子：あべ静江
美子の妹。一度結婚するも離婚し、水野家に戻って暮らしている。

### 四丁目派出所以外の警官
- 丸山伸也（巡査）：原田伸郎（あのねのね）
- 角田勝美（巡査）：清水国明（あのねのね）
- 鈴木ユミ（婦警）：早坂あきよ
- 柴田ユカリ（婦警）：増田香織
- 久鬼洋介（課長。岡たちの上司。）：小池朝雄

### その他
- 伊集院辰（自動車修理工場長）：ハナ肇
- 伊集院照子：藤谷美和子
- 井上良次：長谷川諭
- 大山みち子：児島美ゆき
- 小玉加奈子（小玉直純の妻）：一谷伸江
- 大林丈史
- 岡よね（一二三の母）：谷口香（第17話、第18話）

## スタッフ
- 企画：岡田晋吉
- プロデューサー：中村良男、奈良邦彦、松岡明
- 撮影：野口幸三郎
- 照明：三萩国明
- 色彩計測：大竹紀夫
- 美術：横尾嘉良
- 助監督：潮田昭治、息邦夫
- 制作担当：山口謙二
- 次回予告ナレーター：八代駿
- 音楽：大谷和夫
- 選曲：合田豊
- 効果：東洋音響
- 現像：東洋現像所
- 録音スタジオ∶にっかつスタジオセンター
- スタジオ∶国際放映
- 制作：ユニオン映画

## 主題歌
- 「表通りは欅通り」 歌：中村雅俊 （作詞：東海林良、作曲：鈴木キサブロー、編曲：大村雅朗）
挿入歌：「気ままなダウンタウン」 歌：中村雅俊（作詞：東海林良、作曲：鈴木キサブロー、編曲：大村雅朗 「表通りは欅通り」のB面曲）

## 放映リスト
| 回数 | 放送日        | サブタイトル                  | 脚本     | 監督     | ゲスト                                            |
| ---- | ------------- | ----------------------------- | -------- | -------- | ------------------------------------------------- |
| 1    | 1981年 2月4日 | 新天地、来てみてみれば･･･     | 柏原寛司 | 斎藤光正 | 小堺一機、勝部演之、町田博子、 林弘造、清水忠一   |
| 2    | 2月11日       | わからない、女心は･･･         | 岡本克己 | 斎藤光正 | 岡崎夏子、杉山恵子、瀬川昌良                      |
| 3    | 2月18日       | 兎追う、俺の仕事は･･･         | 桃井章   | 馬越彦弥 | 速水典子、伍代参平、小林アトム                    |
| 4    | 2月25日       | だましだまされ、男と女は･･･   | 奥村俊雄 | 馬越彦弥 | 藤本正則、山田康雄                                |
| 5    | 3月4日        | ついてない、今日もまたまた･･･ | 大原豊   | 木下亮   | 荒瀬寛樹                                          |
| 6    | 3月11日       | 春の日に、母を想いて･･･       | 桃井章   | 木下亮   | 鶴田忍、賀原夏子、古城和孝                        |
| 7    | 3月18日       | うなされる、夢は女と･･･       | 岡本克己 | 斎藤光正 | 上村香子、吉田友紀、此島愛子、 増岡弘、相原巨典   |
| 8    | 3月25日       | わが街に、銀行強盗･･･         | 桃井章   | 斎藤光正 | 奈良富士子、稲葉義男                              |
| 9    | 4月8日        | 年頃の娘を持てば･･･           | 塩田千種 | 馬越彦弥 | 渡瀬由喜子、村上幹夫                              |
| 10   | 4月29日       | 夜もふけて、ひと恋しくて･･･   | 奥村俊雄 | 馬越彦弥 | 立枝歩、大竹義夫、広森信吾                        |
| 11   | 5月5日        | 青春は砂漠の中に･･･           | 大原豊   | 佐藤重直 | 加納竜、竹田かほり、小瀬格、 福崎和宏             |
| 12   | 6月3日        | 親と子の心をつなぐ･･･         | 柏原寛司 | 木下亮   | 内田稔、石井勇、磯野秋雄                          |
| 13   | 6月17日       | やさしさ求めて今日も･･･       | 大原豊   | 木下亮   | 北村総一朗、平田昭彦、田島令子、 石井茂樹         |
| 14   | 7月1日        | そよ風の渡る世間に･･･         | 田部俊行 | 馬越彦弥 | 津山栄一、伊藤真奈美、片桐夕子、 天草四郎         |
| 15   | 7月15日       | なつかしき友と海と･･･         | 奥村俊雄 | 馬越彦弥 | 山岡健、井上高志、依田英助、 今西正男、春木由美子 |
| 16   | 7月22日       | それぞれの胸に秘めたる･･･     | 奥村俊雄 | 澤田幸弘 | 進藤幸、柄沢英二                                  |
| 17   | 8月5日        | 故郷のおふくろは今･･･         | 大原豊   | 斎藤光正 | 原ひさ子、桑山正一、田島真吾、野口ふみえ          |
| 18   | 9月2日        | 故郷に戻って知った･･･         | 柏原寛司 | 斎藤光正 | 桑山正一、田島真吾、野口ふみえ                    |
| 19   | 9月16日       | 岡班長、死なないで!           | 桃井章   | 馬越彦弥 | 清水昭博、沖田駿一、里見和香、岸野一彦            |

## 漫画
放送当時、日本テレビから発売された「日本テレビコミックス」から、立木じゅんによる漫画版が発売された（全2巻）。

## 前後番組
| 日本テレビ系 水曜劇場 | 日本テレビ系 水曜劇場 | 日本テレビ系 水曜劇場 |
| 前番組                | 番組名                | 次番組                |
| --------------------- | --------------------- | --------------------- |
| 痛快!ピッカピカ社員   | 俺はおまわり君        | 先生は一年生          |